# Ropalidia maculiventris
Ropalidia maculiventris är en getingart som beskrevs av Félix Édouard Guérin-Méneville 1831.
Ropalidia maculiventris ingår i släktet Ropalidia och familjen getingar. Utöver nominatformen finns också underarten Ropalidia maculiventris pratti.